# Solo insieme saremo felici
Solo insieme saremo felici è un brano di genere pop, scritto da Saverio Grandi ed Emiliano Cecere ed interpretato da Gianni Morandi.È stato prodotto dalla Sony Music.
Debutta come singolo il 19 luglio 2013, ed in seguito viene incluso nell'album Bisogna vivere, uscito il 1º ottobre dello stesso anno.

## Videoclip
Nel videoclip, girato a Garda (VR), i due giovani protagonisti Priscilla e Luca (interpretato da Luca D'Amore) sono impegnati in una folle fuga d’amore sotto il sole dell'estate 2013. Durante la fuga vengono fermati da due agenti della Polizia Stradale, che dopo la ramanzina per varie infrazioni li lasciano andare.

## Curiosità
Nel videoclip Gianni Morandi interpreta il ruolo di un ispettore capo della Polizia di Stato; con lui è presente l’assistente capo Simone Scippa (realmente appartenente al corpo), che però nel video interpreta un semplice agente.